# Immaculata imádság
Az Immaculata imádság egy római katolikus máriás imádság, amelyet Szent Maximillian Kolbe atya írt. 
Ez egy felajánló imádság a Szeplőtelennek, a bűn nélkül fogant Szűz Máriának. 
Az imádság szövege a következő: 
Ó Szeplőtelen Szűz, mennynek és földnek királynéja, bűnösök menedéke és szerető anyánk, akire Isten rábízta a kegyelem teljes királyságát!
Én, N.N., egy méltatlan bűnös, lábaid elé vetem magam, és teljes szívemből kérlek: fogadj el engem teljesen és egészen mint birtokod és tulajdonod. Rendelkezz velem kívánságod szerint, lelkem és testem minden képességével, egész életemmel, halálom órájában és az egész örökkévalóságban.
Cselekedj velem tetszésed szerint, hogy beteljesüljön a prófécia: "Te széttiprod a kígyó fejét," és: "Te egyedül győzted le az összes eretnekséget az egész földön!"
Hadd legyek eszköz szeplőtelen és kegyelmes kezeidben Téged szolgálva, hogy a lehető legjobban növekedjen a tiszteleted az elkóborolt lelkekben, akik eltávolodtak a hittől, és így terjeszkedjen Jézus szent szívének királysága. Mert ahová belépsz, könyörögsz a megtérés és megszentelődés kegyelméért, mert Jézus szent szívének minden kegyelme a Te kezed által érkezik hozzánk.
Tégy méltóvá engem a Te dicséretedre, Szentséges Szűz!
Adj erőt ellenségeid ellen!
Az imádság egy rövidebb változata használható a felajánlás napi megújításához: 
Szeplőtelen Szűz, Egyház királynéja és anyja, megújítom felajánlásomat erre a napra és mindörökre, hogy használj engem Jézus Királyságának eljöveteléhez az egész világon. Ehhez felajánlom Neked minden imámat, cselekedetem és áldozatomat a mai napon.

## Fordítás
Ez a szócikk részben vagy egészben  az   Immaculata prayer című angol Wikipédia-szócikk ezen változatának fordításán alapul.  Az eredeti cikk szerkesztőit annak laptörténete sorolja fel. Ez a jelzés csupán a megfogalmazás eredetét és a szerzői jogokat jelzi, nem szolgál a cikkben szereplő információk forrásmegjelöléseként.